# Travel24.com
Die Travel24.com AG ist ein Touristikunternehmen, welches Reise- und Flugportale betreibt.

## Geschichte
Das 1996 gegründete Unternehmen bietet via Internet und Telefon Zugriff auf Reiseinformationen und -angebote. Das Angebotsportfolio von Travel24.com umfasst Reiseveranstalter, Hotels und Airlines. Das Unternehmen ging am 15. März 2000 an die Börse und war zunächst am Neuen Markt gelistet. Aktuell notiert die Aktie der Gesellschaft im General Standard.
Bereits Mitte 2002 drohte dem Unternehmen das Aus, da sich das Eigenkapital aufgrund von anhaltenden Verlusten von 27 auf 2,8 Mio. Euro verringert hatte, wobei die liquiden Mittel bei 3,4 Mio. Euro lagen. Die Forderungen aus Lieferungen und Leistungen betrugen rund 2,7 Mio. Euro, demgegenüber bestanden Verbindlichkeiten von 5,4 Mio. Euro. Die Tochter aeroworld GmbH musste Insolvenz anmelden und wurde liquidiert. Der Umsatz von Travel24.com verringerte sich dadurch für das 1. Halbjahr 2002 von 21 auf 6,8 Mio. Euro. Am 1. Januar 2003 wurde Travel24.com in den Prime Standard aufgenommen.
2009 wurde Travel24.com von der Unister GmbH gekauft und so vor einer Insolvenz gerettet. Unister hielt bis Oktober 2017 78,76 % an Travel24.com. Ziel in der ersten Phase eines neuen Portfolios seien bis zu 25 Budget-Design-Hotels in deutschen Großstädten. Im ersten Halbjahr 2012 wurde ein Umsatz von 14 Mio. Euro und ein Überschuss von 2 Mio. Euro erzielt. Beim Lesen der Bilanz zeigt sich allerdings, dass verschiedene Führungskräfte keine Vergütung aus dem Unternehmen direkt erhalten.
Im Dezember 2012 wurde von Travel24.com mit dem Umbau des seit 1994 leer stehenden Ring-Messehauses in Leipzig begonnen, aus dem für 11,2 Mio. Euro das erste Budget-Hotel mit 170 Zimmern entstehen soll. Der Umbau sollte bis Ende 2014 abgeschlossen sein, durch Bauverzug erfolgte die Eröffnung letztlich im August 2017. Des Weiteren war der Umbau des ehemaligen Gothaer-Hochhauses in der Kölner Innenstadt zu einem Zwei-Sterne-Hotel mit 338 Zimmern geplant. Diese Immobilie wurde in der Zwischenzeit wieder verkauft.
Im April 2017 wurde das ehemalige Ring-Messehaus an die in Leipzig ansässige und auf Gewerbeimmobilien spezialisierte Vicus Group AG verkauft. Der Kaufpreis für das Hotel wurde vor offizieller Übergabe vorfristig im September 2017 gezahlt. Damit konnte die Rückzahlung der im Jahr 2012 ausgegebenen Unternehmensanleihe sichergestellt werden.

## Aktie und Anteilseigner
Das Grundkapital der Gesellschaft ist aufgeteilt in rund 2 Millionen Stückaktien.
Die Aktionärsstruktur setzt sich wie folgt zusammen:
| Anteil  | Anteilseigner                                          |
| ------- | ------------------------------------------------------ |
| 42,77 % | Unister Holding GmbH i.I.                              |
| 17,09 % | VICUS GROUP AG                                         |
| 12,02 % | Herr Reiner Eehnuis, RE Beteiligungsgesellschaft mbH   |
| 12,02 % | Herr Gabriel Schütze, GSC Beteiligungsgesellschaft mbH |
| 16,10 % | Streubesitz                                            |

## Trivia
Im August 2016 wurde bekannt, dass die LOET Trading AG (eine Gesellschaft des rechtsextremen Hans Jörg Schimanek) Anteilseigner von Travel24.com war. Die Anteile hatte diese vom ebenfalls rechtsextremen Reinhard Rade übernommen. Seit Juli 2016 besitzt die LOET Trading AG keine Aktien der Travel24.com AG mehr.